# Martin Grothkopp
Martin Grothkopp (ur. 21 czerwca 1986 w Dreźnie) – niemiecki bobsleista, mistrz olimpijski, trzykrotny złoty medalista mistrzostw świata.

## Kariera
Początkowo Grothkopp uprawiał lekkoatletykę, specjalizując się w sprintach. W 2007 roku wywalczył brązowy medal w sztafecie 4x400 m podczas młodzieżowych mistrzostw Europy w Debreczynie. W tej samej konkurencji wystartował także na rozgrywanych dwa lata później mistrzostwach świata w Berlinie, gdzie reprezentacja Niemiec nie awansowała do finału. Od 2013 roku trenuje bobsleje. Największy sukces w karierze osiągnął w 2015 roku, kiedy wspólnie z kolegami i koleżankami z reprezentacji zwyciężył w rywalizacji drużynowej na mistrzostwach świata w Winterbergu. Na tej samej imprezie jego osada zajęła czwarte miejsce w czwórkach. W zawodach Pucharu Świata zadebiutował 26 stycznia 2014 roku w Königssee, zajmując dziewiąte miejsce w czwórkach. Na podium zawodów tego cyklu po raz pierwszy stanął 20 grudnia 2014 roku w Calgary, gdzie był drugi w dwójkach. W 2018 roku zadebiutował na Igrzyskach Olimpijskich w Pjongczangu, zdobywając złoto w czwórkach.